# Jason Caffey
Jason Caffey é um ex-jogador de basquete norte-americano que foi campeão da Temporada da NBA de 1995-96 jogando pelo Chicago Bulls. Caffey jogou as três primeiras temporadas e meia no Chicago, conquistando os títulos da NBA de 1996 e 1997.